# Anolis aequatorialis
Anolis aequatorialis, auch mit dem englischen Namen „Equatorial Anole“ bezeichnet, ist eine in Kolumbien und Ecuador vorkommende Art der Gattung Anolis.

## Merkmale
Die männlichen Individuen von Anolis aequatorialis messen ausgewachsen bei einer Kopf-Rumpf-Länge maximal 9,2 cm, die Weibchen bleiben mit einer maximalen Kopf-Rumpf-Länge von 8,3 cm etwas kleiner. Sie haben einen spitz zulaufendem Kopf und einen schlanken Körperbau der beim kleineren Weibchen sehr drahtig wirkt.
Die Grundfärbung der Männchen und Weibchen variiert von olivgrün, braun, dunkelgrün bis gelblichgrün. Der Rücken hat helle und dunkle Flecken die in quergestreiften Bändern angeordnet sind oder gesprenkelt auftreten und sich über den Schwanz und die Beine fortsetzen. Die Iris ist blau, selten in azurblau übergehend gefärbt.
Der Kehlsack dieser Art ist meist hellgrün bis dunkelgrün gefärbt mit einem ausgeprägten schwarzen Muster, in dem überwiegend weiße und in geringem Umfang gelbliche Flecken vorhanden sind. Die Farben und das Muster sind sehr variabel und bei jedem Tier unterschiedlich ausgeprägt. Beide Geschlechter besitzen einen Kehlsack, wobei das Weibchen diesen fast nie einsetzt. Der Kehlsack wird sowohl beim Männchen als auch beim Weibchen vom Zungenbeinapparat aufgespannt.

## Verbreitungsgebiet
Die Art Anolis aequatorialis kommt im Südwesten von Kolumbien im Departamento de Nariño und den westlichen Ausläufern der Anden in Ecuador in Höhenlagen von 950 m bis 2250 m vor. Das gesamte Verbreitungsgebiet erstreckt sich über 13000 km² und ist zum großen Teil mit Wald bewachsen.
In Ecuador besteht das Hauptvorkommen dieser Art und erreicht die höchste Besiedlungsdichte zwischen dem Gebirgspass und der angrenzenden Hänge der beiden Schichtvulkane Pichincha im Südwesten und dem Atacazo im Norden des Verbreitungsgebietes.
Die Art kommt in den Provinzen Pichincha, Cotopaxi, Bolívar, Santo Domingo de los Tsáchilas und Imbabura in Ecuador vor. Anolis aequatorialis wurde in den Schutzgebieten Reserva Ecológica Los Ilinizas, Estación Científica Río Guajalito, Bosque Protector Mindo-Nambillo, Reserva Santa Lucía, Bosque Protector Cambugán, Reserva Orquideológica Pahuma, Reserva Tamboquinde-Tandayapa, Bosque Integral Otonga, Área de Protección Ecológica Pacto, Bosque Protector Toachi-Pilatón, Bosque Protector Cuenca del Río Guayllabamba, Bosque Protector Los Cedros, Bosque Protector Río Lelia, Reserva Ecológica Cotacachi-Cayapas, Reserva Maquipucuna, Bosque Protector El Cebú, Bosque Protector Hacienda San Eloy, Bosque Protector Naranja Pata und Bosque Protector Zarapullo nachgewiesen.

## Lebensräume

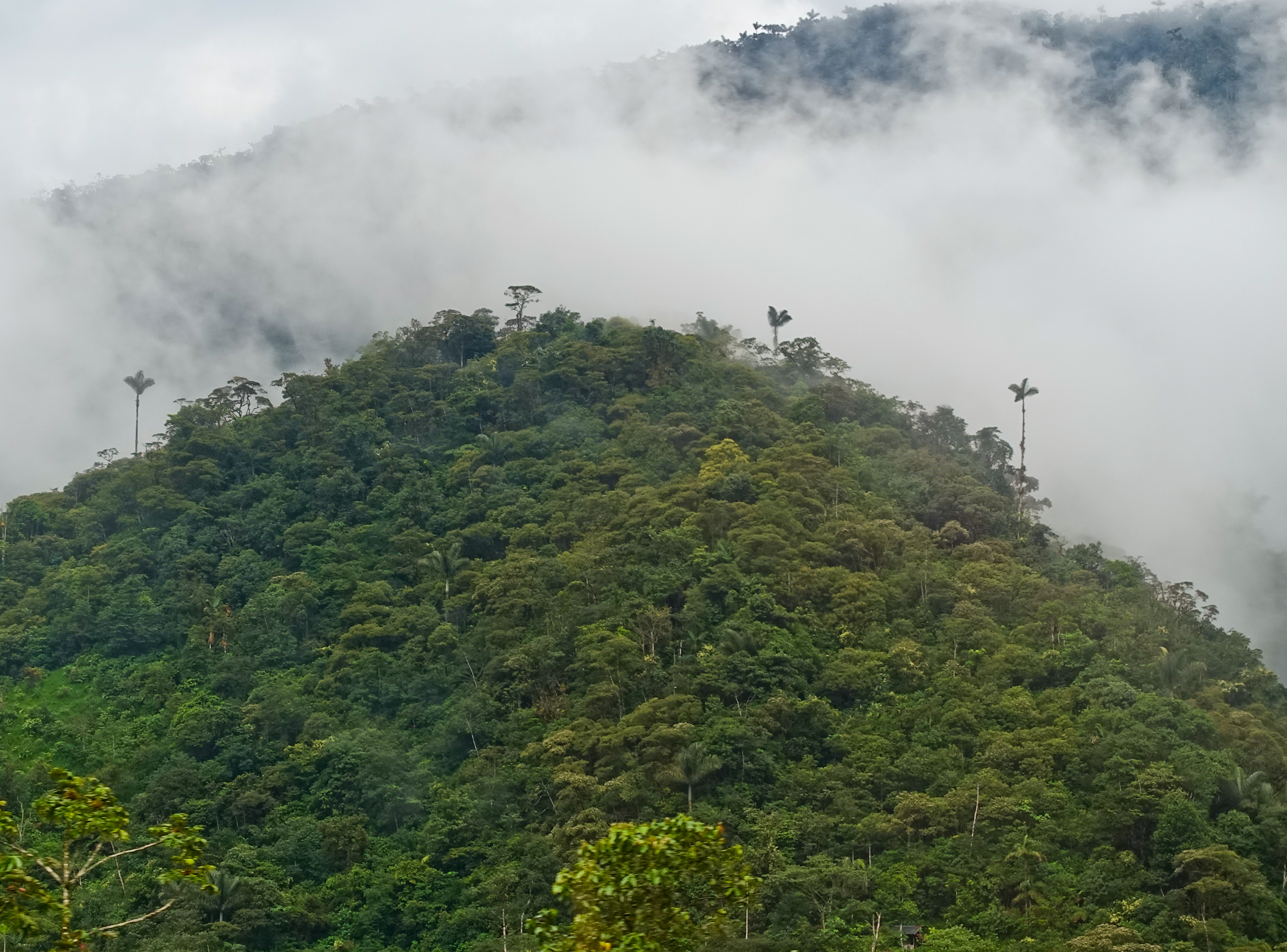
Typischer Lebensraum von Anolis aequatorialis; Übergang Bergregenwald zu Wolkenwald.

Anolis aequatorialis bewohnt Tieflandregenwälder, Bergregenwälder und montane Wolkenwälder in der unteren (konvektiven) Kondensationszone im Wolkenstau der ecuadorianischen Anden. Die Art ist von der unteren Waldzone am Waldboden auf heruntergefallenem Laub bis zu einer Höhe von 3 m auf Büschen und kleinen Bäumen anzutreffen.
Außerhalb der natürlichen Lebensräume wurde Anolis aequatorialis auf landwirtschaftlich genutzten Flächen nachgewiesen. Durch seine Anpassungsfähigkeit, sich auf unterschiedliche kleinteilige Lebensräume im Verbreitungsgebiet einzustellen, kommt Anolis aequatorialis dort häufig vor. Ihre Krallen und Haftfüße (siehe auch Anolis) machen diese Art zu einem hervorragenden Kletterer.

## Nahrung
Die Nahrung besteht hauptsächlich aus kleinen Wirbellosen und Insekten, etwa Grillen, Heuschrecken, Fliegen und Maden. Daneben werden kleine Spinnen und als Ergänzung pflanzliche Nahrung wie Früchte, Samen, Blüten und Nektar gefressen.

## Bestand und Gefährdungsstatus
Die Weltnaturschutzunion (IUCN) stuft die Art als nicht gefährdet (least concern) ein mit einem stabilen Populationstrend. Im Schutzgebiet "Reserva Natural La Planada" in Kolumbien wurden unter anderem für Anolis aequatorialis Maßnahmen zum Schutz vor Wasserverschmutzung beschlossen.